# Râul Valea Racilor
Râul Valea Racilor este un curs de apă, afluent de stânga al râului Jilț